# Park Narodowy Kaboré-Tambi
Park Narodowy Kaboré-Tambi (fr. Parc National Kaboré-Tambi) – park narodowy w południowym Burkina Faso, w górnym biegu Wolty Czerwonej na północ od miasta Pô. Park został założony w roku 1976 pod nazwą Park Narodowy Pô (Parc National de Pô), jednak w 1991 roku nazwano go od imienia zabitego tam strażnika. Powierzchnia parku wynosi 155 500 ha.
Park obejmuje obszar sawanny typowej dla regionu Sudanu, a nad samą Woltą Czerwoną także lasy galeriowe i rozlewiska. Żyją tu słonie, bowoły, guźce, pawiany, liczne gatunki antylop oraz wiele ptaków.